# WET TENNIS
WET TENNIS (en español: ‘tenis húmedo’, acrónimo de when everyone tries to evolve, nothing negative is safe; en español: ‘cuando todos tratan de evolucionar, nada negativo es seguro’) es el segundo álbum de estudio del dúo estadounidense Sofi Tukker, publicado el 29 de abril de 2022 por el sello discográfico Ultra Records. Es descrito como un álbum optimista, que trata sobre centrarse en sí mismo y alejarse de los valores impuestos por la sociedad.

## Recepción

### Comentarios de la crítica
WET TENNIS obtuvo reseñas generalmente positivas por parte de los críticos musicales. De acuerdo con Metacritic, el álbum recibió una calificación de 81 puntos de 100, basada en 4 reseñas profesionales.

## Lista de canciones
- Edición estándar

| WET TENNIS |                          |          |  |
| N.º        | Título                   | Duración |  |
| 1.         | «Kakee»                  | 1:46     |  |
| 2.         | «Original Sin»           | 2:53     |  |
| 3.         | «Summer In New York»     | 2:39     |  |
| 4.         | «Forgive Me»             | 3:46     |  |
| 5.         | «Wet Tennis»             | 2:35     |  |
| 6.         | «Interlude»              | 0:53     |  |
| 7.         | «Sun Came Up»            | 3:24     |  |
| 8.         | «Larry Bird»             | 3:04     |  |
| 9.         | «Hold»                   | 4:29     |  |
| 10.        | «Mon Cherri»             | 4:09     |  |
| 11.        | «Freak»                  | 2:03     |  |
| 12.        | «What A Wonderful World» | 2:55     |  |
| 34:30      |                          |          |  |